# Past Masters
Past Masters (с англ. — «Непревзойдённые мастера») — двухдисковый сборник композиций группы The Beatles, выпущенный в 1988 году как часть издания полного каталога записей группы на CD-дисках. Сформированная известным авторитетом в области The Beatles Марком Льюисоном, эта коллекция многих величайших хитов группы, а также и редких записей включает в себя все записи, выпущенные в продажу, которые не были изданы на двенадцати оригинальных (так называемых в среде коллекционеров «номерных») альбомах The Beatles, изданных в Великобритании, или на LP-альбоме Magical Mystery Tour, изданном в США.
В основном содержимое Past Masters составляют песни, вышедшие на сторонах «А» и «Б» синглов, включая версии для синглов тех песен, которые в иных вариантах присутствуют на альбомах группы. Также включены все композиции с вышедшего только в Великобритании мини-альбома (EP) Long Tall Sally, ещё две песни, записанные на немецком языке, одна песня, специально записанная для выпуска на американском рынке, и ещё одна, выпущенная на благотворительном сборнике.
Название «Past Masters» до этого уже использовалось EMI для серии из трех не имеющих отношение к The Beatles переизданий синглов.

## Об альбоме
Past Masters сначала были изданы как отдельные CD — Past Masters, Volume One (с англ. — «Том 1») и Past Masters, Volume Two (с англ. — «Том 2») — 7 марта 1988; эти два CD-диска были включены в бокс-сет The Beatles Box Set.
Двойной виниловый LP-альбом под названием Past Masters, Volumes One & Two (с англ. — «Тома 1 и 2») был вскоре издан в США (24 октября 1988) и в Великобритании (10 ноября 1988). Это был последний альбом The Beatles, выпущенный на виниловых грампластинках, перед тем, как звукозаписывающая индустрия в 1989 прекратила выпуск виниловых изданий массовыми тиражами, предпочтя им выпуск альбомов на компакт-дисках. Все последующие новые альбомы The Beatles издавались на виниле уже только ограниченными тиражами.
Комплект из двух CD-дисков, Past Masters, в который вошли оба тома, был выпущен 9 сентября 2009, как часть серии ремастированных записей из каталога The Beatles, и был включен в бокс-сет The Beatles Stereo Box Set. Это издание включало в себя стерео-миксы песен «From Me to You» и «Thank You Girl». В бокс-сете The Beatles in Mono альбом Mono Masters занял место Past Masters, включая в себя тот же трек-лист в моно-миксах (но в Mono Masters не вошли песни, для которых не были созданы именно «истинно монофонические» треки: The Ballad Of John & Yoko, Old Brown Shoe, Let It Be (их место заняли моно-версии четырёх песен с 1-й стороны альбома «Yellow Submarine»).

## Список композиций
Треки записаны в стерео, если не указано как «моно». Указанные даты являются датами первоначального издания, а не записи трека.
Все песни написаны Джоном Ленноном и Полом Маккартни, если не указано особо.

### Past Masters, Volume One
Содержит записи, первоначально выпущенные между 1962 и 1965 годами:
- 11 треков с британских синглов (включая песни со сторон «А» и «Б»)
- 2 трека с сингла, выпущенного в Германии, с немецким текстом: «Komm, gib mir deine Hand»/«Sie liebt dich»
- 4 трека с мини-альбома (EP) Long Tall Sally
- Первоначально выпускавшийся только в США трек «Bad Boy», с альбома Beatles VI (1965 г.). Позже (в 1966 г.) выпущен в Англии на сборнике 'Oldies (But Goldies)'

| №                   | Название | Ведущий вокал               | Длительность |
| ------------------- | --- | --------------------------- | ------------ |
| 1.                  | «Love Me Do» (со стороны "А" оригинального сингла, выпущенного Parlophone 5 октября 1962 (номер по каталогу 45-R4949); записано 4 сентября 1962, на барабанах играет Ринго Старр; моно)          | Пол Маккартни, Джон Леннон  | 2:24         |
| 2.                  | «From Me to You» (со стороны "А" сингла, выпущенного 11 апреля 1963; моно; стерео на ремастеринге, выпущенном в 2009)                                                                            | Леннон, Маккартни           | 1:58         |
| 3.                  | «Thank You Girl» (со стороны "Б" сингла, выпущенного 11 апреля 1963; моно; стерео на ремастеринге, выпущенном в 2009)                                                                            | Леннон, Маккартни           | 2:04         |
| 4.                  | «She Loves You» (со стороны "А" сингла, выпущенного 23 августа 1963; моно) | Леннон, Маккартни           | 2:21         |
| 5.                  | «I’ll Get You» (со стороны "Б" сингла, выпущенного 23 августа 1963; моно) | Леннон, Маккартни           | 2:06         |
| 6.                  | «I Want to Hold Your Hand» (со стороны "А" сингла, выпущенного 29 ноября 1963) | Леннон, Маккартни           | 2:27         |
| 7.                  | «This Boy» (со стороны "А" сингла, выпущенного 29 ноября 1963) | Леннон, Маккартни, Харрисон | 2:16         |
| 8.                  | «Komm, gib mir deine Hand» (Lennon/McCartney/Nicolas/Hellmer) (с выпущенного 5 марта 1964 в Германии сингла; очень узкая стереопанорама, более широкая стереопанорама на ремастеринге 2009 года) | Леннон, Маккартни           | 2:27         |
| 9.                  | «Sie liebt dich» (Lennon/McCartney/Nicolas/Montague) (с выпущенного 5 марта 1964 в Германии сингла; очень узкая стереопанорама, более широкая стереопанорама на ремастеринге 2009 года)          | Леннон, Маккартни           | 2:20         |
| 10.                 | «Long Tall Sally» (Enotris Johnson, Robert Blackwell, Ричард Пенниман) (с вышедшего 19 июня 1964 мини-альбома Long Tall Sally)                                                                   | Маккартни                   | 2:03         |
| 11.                 | «I Call Your Name» (с мини-альбома Long Tall Sally EP) | Леннон                      | 2:09         |
| 12.                 | «Slow Down» (Ларри Уильямс) (с мини-альбома Long Tall Sally EP) | Леннон                      | 2:56         |
| 13.                 | «Matchbox» (Карл Перкинс) (с мини-альбома Long Tall Sally EP) | Ринго Старр                 | 1:59         |
| 14.                 | «I Feel Fine» (со стороны "А" сингла, выпущенного 27 ноября 1964) | Леннон                      | 2:20         |
| 15.                 | «She's a Woman» (со стороны "Б" сингла, выпущенного 27 ноября 1964) | Маккартни                   | 3:03         |
| 16.                 | «Bad Boy» (Уильямс) (с вышедшего 14 июня 1965 в США альбома Beatles VI, и вышедшего в Великобритании 10 декабря 1966 альбома A Collection of Beatles Oldies)                                     | Леннон                      | 2:21         |
| 17.                 | «Yes It Is» (со стороны "Б" сингла "Ticket to Ride", вышедшего 9 апреля 1965) | Леннон, Маккартни, Харрисон | 2:43         |
| 18.                 | «I'm Down» (со стороны "Б" сингла "Help!", вышедшего 23 июля 1965) | Маккартни                   | 2:32         |
| Общая длительность: | Общая длительность: | Общая длительность:         | 42:28        |

### Past Masters, Volume Two
Содержит записи, первоначально выпущенные между 1965 и 1970 годами:
- 14 треков с британских синглов (включая выпущенные на стороне «Б»)
- Версию песни «Across the Universe», записанную для благотворительного альбома в пользу Всемирного фонда дикой природы, вышедшего под названием No One's Gonna Change Our World (с англ. — «Никто не изменит наш мир»)

| №                   | Название | Ведущий вокал       | Длительность |
| ------------------- | --- | ------------------- | ------------ |
| 1.                  | «Day Tripper» (со стороны "А" сингла, выпущенного 3 декабря 1965) | Леннон, Маккартни   | 2:50         |
| 2.                  | «We Can Work It Out» (со стороны "Б" сингла, выпущенного 3 декабря 1965) | Маккартни, Леннон   | 2:16         |
| 3.                  | «Paperback Writer» (со стороны "А" сингла, выпущенного 10 июня 1966) | Маккартни           | 2:19         |
| 4.                  | «Rain» (со стороны "Б" сингла, выпущенного 10 июня 1966) | Леннон              | 3:02         |
| 5.                  | «Lady Madonna» (со стороны "А" сингла, выпущенного 15 марта 1968) | Маккартни           | 2:18         |
| 6.                  | «The Inner Light» (Джордж Харрисон) (со стороны "Б" сингла, выпущенного 15 марта 1968)                                                                                        | Харрисон            | 2:37         |
| 7.                  | «Hey Jude» (со стороны "А" сингла, выпущенного 30 августа 1968) | Маккартни           | 7:08         |
| 8.                  | «Revolution» (со стороны "Б" сингла, выпущенного 30 августа 1968) | Леннон              | 3:25         |
| 9.                  | «Get Back» (со стороны "А" сингла, выпущенного 11 апреля 1969) | Маккартни           | 3:15         |
| 10.                 | «Don't Let Me Down» (со стороны "Б" сингла, выпущенного 11 апреля 1969) | Леннон, Маккартни   | 3:35         |
| 11.                 | «The Ballad of John and Yoko» (со стороны "А" сингла, выпущенного 30 мая 1969)                                                                                                | Леннон              | 3:00         |
| 12.                 | «Old Brown Shoe» (Харрисон) (со стороны "Б" сингла, выпущенного 30 мая 1969)                                                                                                  | Харрисон            | 3:18         |
| 13.                 | «Across the Universe» (версия для благотворительного альбома в пользу Всемирного фонда дикой природы, вышедшего под названием No One’s Gonna Change Our World12 декабря 1969) | Леннон              | 3:49         |
| 14.                 | «Let It Be» (со стороны "А" сингла, выпущенного 6 марта 1970) | Маккартни           | 3:51         |
| 15.                 | «You Know My Name (Look Up the Number)» (со стороны "Б" сингла, выпущенного 6 марта 1970; моно)                                                                               | Леннон и Маккартни  | 4:19         |
| Общая длительность: | Общая длительность: | Общая длительность: | 51:01        |

### Past Masters, Volumes One & Two
Диск 1
| №  | Название                                                      | Ведущий вокал               | Длительность |
| -- | ------------------------------------------------------------- | --------------------------- | ------------ |
| 1. | «Love Me Do»                                                  | Пол Маккартни, Джон Леннон  | 2:24         |
| 2. | «From Me to You»                                              | Леннон, Маккартни           | 1:58         |
| 3. | «Thank You Girl»                                              | Леннон, Маккартни           | 2:04         |
| 4. | «She Loves You»                                               | Леннон, Маккартни           | 2:21         |
| 5. | «I’ll Get You»                                                | Леннон, Маккартни           | 2:06         |
| 6. | «I Want to Hold Your Hand»                                    | Леннон, Маккартни           | 2:27         |
| 7. | «This Boy»                                                    | Леннон, Маккартни, Харрисон | 2:16         |
| 8. | «Komm, Gib Mir Deine Hand» (Lennon/McCartney/Nicolas/Hellmer) | Леннон, Маккартни           | 2:27         |
| 9. | «Sie Liebt Dich» (Lennon/McCartney/Nicolas/Montague)          | Леннон, Маккартни           | 2:20         |

| №   | Название                                                               | Ведущий вокал               | Длительность |
| --- | ---------------------------------------------------------------------- | --------------------------- | ------------ |
| 10. | «Long Tall Sally» (Enotris Johnson, Robert Blackwell, Ричард Пенниман) | Маккартни                   | 2:03         |
| 11. | «I Call Your Name»                                                     | Леннон                      | 2:09         |
| 12. | «Slow Down» (Ларри Уильямс)                                            | Леннон                      | 2:56         |
| 13. | «Matchbox» (Карл Перкинс)                                              | Ринго Старр                 | 1:59         |
| 14. | «I Feel Fine»                                                          | Леннон                      | 2:20         |
| 15. | «She's a Woman»                                                        | Маккартни                   | 3:03         |
| 16. | «Bad Boy» (Уильямс)                                                    | Леннон                      | 2:21         |
| 17. | «Yes It Is»                                                            | Леннон, Маккартни, Харрисон | 2:43         |
| 18. | «I'm Down»                                                             | Маккартни                   | 2:32         |

Диск 2
| №  | Название                            | Ведущий вокал     | Длительность |
| -- | ----------------------------------- | ----------------- | ------------ |
| 1. | «Day Tripper»                       | Леннон, Маккартни | 2:50         |
| 2. | «We Can Work It Out»                | Маккартни, Леннон | 2:16         |
| 3. | «Paperback Writer»                  | Маккартни         | 2:19         |
| 4. | «Rain»                              | Леннон            | 3:02         |
| 5. | «Lady Madonna»                      | Маккартни         | 2:18         |
| 6. | «The Inner Light» (Джордж Харрисон) | Харрисон          | 2:37         |
| 7. | «Hey Jude»                          | Маккартни         | 7:08         |
| 8. | «Revolution»                        | Леннон            | 3:25         |

| №   | Название                                | Ведущий вокал      | Длительность |
| --- | --------------------------------------- | ------------------ | ------------ |
| 9.  | «Get Back»                              | Маккартни          | 3:15         |
| 10. | «Don't Let Me Down»                     | Леннон, Маккартни  | 3:35         |
| 11. | «The Ballad of John and Yoko»           | Леннон             | 3:00         |
| 12. | «Old Brown Shoe» (Харрисон)             | Харрисон           | 3:18         |
| 13. | «Across the Universe»                   | Леннон             | 3:49         |
| 14. | «Let It Be»                             | Маккартни          | 3:51         |
| 15. | «You Know My Name (Look Up the Number)» | Леннон и Маккартни | 4:19         |

## Mono Masters
Mono Masters — сборник, содержащий только монофонические треки, названный Mono Masters (чтобы сохранить аналогию с Past Masters), был включен как часть в бокс-сет The Beatles in Mono. Целью создания этого бокс-сета было собрать в одном комплекте все записи The Beatles, который выпускались или подготавливались к выпуску именно как монофонические миксы (в бокс-сет не вошли миксы, сделанные и выпущенные позднее только как стереофонические, а также моно-миксы, сделанные путём простого сложения двух каналов стерео-микса). В результате, трек-лист Mono Masters отличается от трек-листа Past Masters на второй половине второго диска, поскольку в последний период работы The Beatles были записаны песни, для которых никогда не делались моно-миксы («Old Brown Shoe», «The Ballad of John and Yoko» и «Let It Be»), и добавлены несколько песен, выпущенных на стерео-альбомах, но для которых, однако, были созданы (но не выпускались) моно-миксы.

## Об альбоме
Треки 9-12 и 15 на втором диске были подготовлены в марте 1969 для выпуска монофонического мини-альбома Yellow Submarine, но из-за плохого приема публикой альбома Yellow Submarine проект был прекращён. Позже треки выпускались только в стерео-вариантах (или в моно-версиях, искусственно созданных из стерео-вариантов путём сложения сигнала из обоих каналов; англ. mixdown, or «fold-down»), но «истинно монофонические» миксы этих треков так и не были выпущены до Mono Masters.
Песня «Get Back» (со стороны «Б» сингла «Don’t Let Me Down») была последним миксом The Beatles, сделанным специально в моно-звучании. На сингле в Великобритании был выпущен этот моно-микс, но публике в США он не был доступен, так как в США тогда же был выпущен только стерео-микс.
Таким образом, стерео-синглы, включенные в Past Masters, для которых не существует «истинных» моно-миксов, в этом сборнике отсутствуют.

### Mono Masters. Список композиций
Все песни написаны Джоном Ленноном и Полом Маккартни, если не указано особо.
Диск 1
| №                   | Название | Lead vocals                        | Длительность |
| ------------------- | --- | ---------------------------------- | ------------ |
| 1.                  | «Love Me Do» (from 5 October 1962 A-side, the original single version on Parlophone, catalogue number 45-R4949; recorded on 4 September 1962, featuring Ringo Starr on drums) | McCartney with Lennon              | 2:25         |
| 2.                  | «From Me to You» (from 11 April 1963 A-side) | Lennon and McCartney               | 1:57         |
| 3.                  | «Thank You Girl» (from 11 April 1963 B-side) | Lennon and McCartney               | 2:04         |
| 4.                  | «She Loves You» (from 23 August 1963 A-side) | Lennon and McCartney               | 2:21         |
| 5.                  | «I’ll Get You» (from 23 August 1963 B-side) | Lennon with McCartney              | 2:06         |
| 6.                  | «I Want to Hold Your Hand» (from 29 November 1963 A-side) | Lennon and McCartney               | 2:26         |
| 7.                  | «This Boy» (from 29 November 1963 B-side) | Lennon with Harrison and McCartney | 2:16         |
| 8.                  | «Komm, Gib Mir Deine Hand» (Lennon/McCartney/Nicolas/Hellmer) (from 5 March 1964 German single)                                                                               | Lennon and McCartney               | 2:26         |
| 9.                  | «Sie Liebt Dich» (Lennon/McCartney/Nicolas/Montague) (from 5 March 1964 German single)                                                                                        | Lennon and McCartney               | 2:19         |
| 10.                 | «Long Tall Sally» (Enotris Johnson, Robert Blackwell, Richard Penniman) (from 19 June 1964 Long Tall Sally EP)                                                                | McCartney                          | 2:03         |
| 11.                 | «I Call Your Name» (from Long Tall Sally EP) | Lennon                             | 2:11         |
| 12.                 | «Slow Down» (Larry Williams) (from Long Tall Sally EP) | Lennon                             | 2:57         |
| 13.                 | «Matchbox» (Carl Perkins) (from Long Tall Sally EP) | Starr                              | 1:59         |
| 14.                 | «I Feel Fine» (from 27 November 1964 A-side) | Lennon                             | 2:23         |
| 15.                 | «She's a Woman» (from 27 November 1964 B-side) | McCartney                          | 3:04         |
| 16.                 | «Bad Boy» (Williams) (from 14 June 1965 US album Beatles VI, 10 December 1966 UK album A Collection of Beatles Oldies)                                                        | Lennon                             | 2:20         |
| 17.                 | «Yes It Is» (from 9 April 1965 B-side of "Ticket to Ride") | Lennon, McCartney and Harrison     | 2:42         |
| 18.                 | «I'm Down» (from 23 July 1965 B-side of "Help!") | McCartney                          | 2:38         |
| Общая длительность: | Общая длительность: | Общая длительность:                | 42:37        |

Диск 2
| №                   | Название                                                                              | Lead vocals           | Длительность |
| ------------------- | ------------------------------------------------------------------------------------- | --------------------- | ------------ |
| 1.                  | «Day Tripper» (from 3 December 1965 double A-side)                                    | Lennon and McCartney  | 2:52         |
| 2.                  | «We Can Work It Out» (from 3 December 1965 double A-side)                             | McCartney with Lennon | 2:15         |
| 3.                  | «Paperback Writer» (from 10 June 1966 A-side)                                         | McCartney             | 2:26         |
| 4.                  | «Rain» (from 10 June 1966 B-side)                                                     | Lennon                | 3:01         |
| 5.                  | «Lady Madonna» (from 15 March 1968 A-side)                                            | McCartney             | 2:17         |
| 6.                  | «The Inner Light» (Harrison) (from 15 March 1968 B-side)                              | Harrison              | 2:36         |
| 7.                  | «Hey Jude» (from 30 August 1968 A-side)                                               | McCartney             | 7:20         |
| 8.                  | «Revolution» (from 30 August 1968 single version B-side)                              | Lennon                | 3:25         |
| 9.                  | «Only a Northern Song» (Harrison) (previously unreleased April 1967 mono mix)         | Harrison              | 3:26         |
| 10.                 | «All Together Now» (previously unreleased May 1967 mono mix)                          | McCartney             | 2:11         |
| 11.                 | «Hey Bulldog» (previously unreleased February 1968 mono mix)                          | Lennon with McCartney | 3:14         |
| 12.                 | «It's All Too Much» (Harrison) (previously unreleased October 1968 mono mix)          | Harrison              | 6:22         |
| 13.                 | «Get Back» (from 11 April 1969 single version A-side)                                 | McCartney             | 3:11         |
| 14.                 | «Don't Let Me Down» (from 11 April 1969 B-side)                                       | Lennon with McCartney | 3:33         |
| 15.                 | «Across the Universe» (previously unreleased 1969 mono mix of the «Wildlife» version) | Lennon                | 3:50         |
| 16.                 | «You Know My Name (Look Up the Number)» (from 6 March 1970 B-side)                    | Lennon and McCartney  | 4:24         |
| Общая длительность: | Общая длительность:                                                                   | Общая длительность:   | 56:25        |